# Symplocos sumuntia
Symplocos sumuntia là một loài thực vật có hoa trong họ Dung. Loài này được Buch.-Ham. ex D. Don miêu tả khoa học đầu tiên năm 1825.

## Hình ảnh

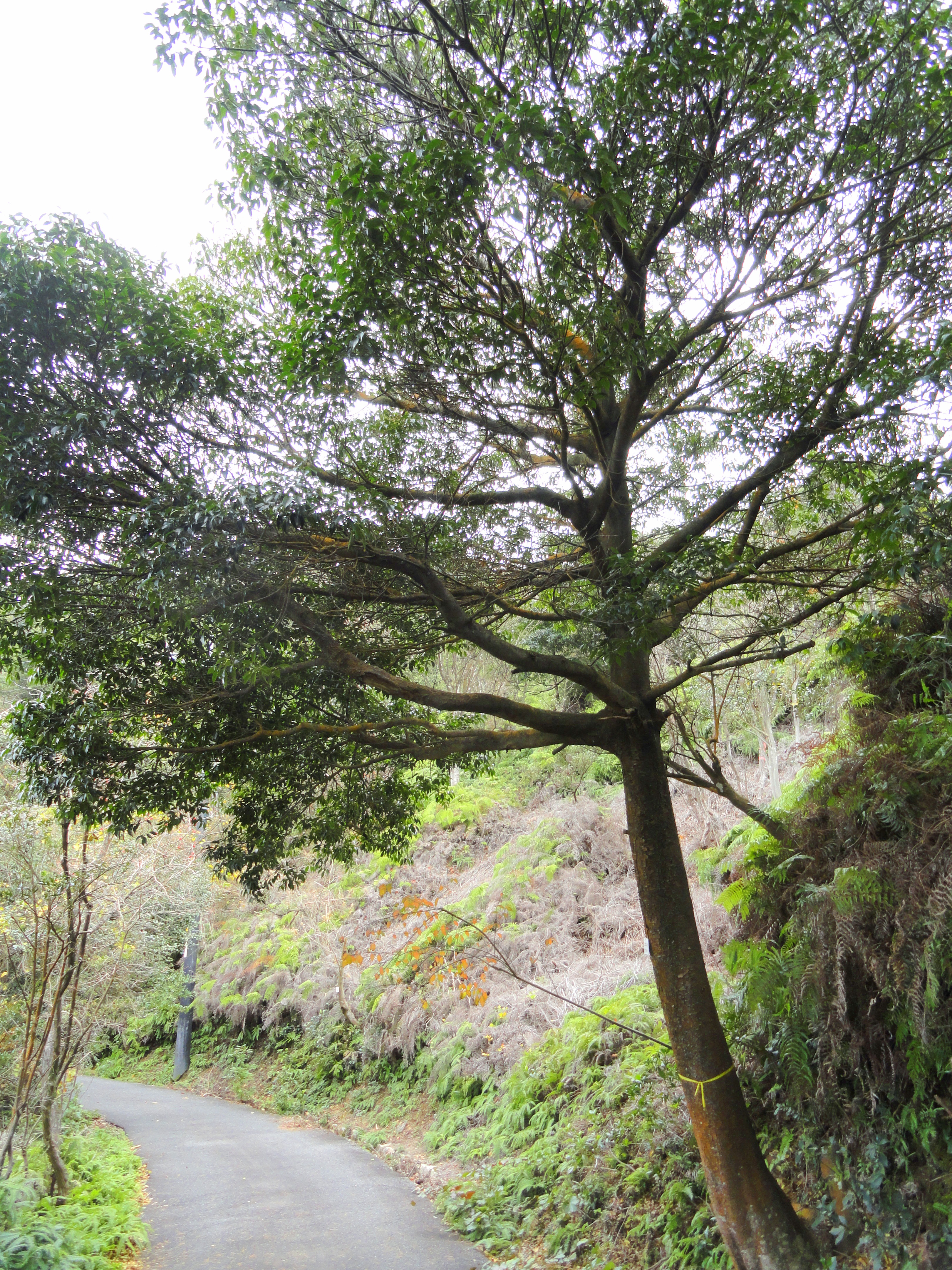